# Thomas Heurtel
Pour les articles homonymes, voir Heurtel.
Thomas Heurtel, né le 10 avril 1989 à Béziers, est un joueur de basket-ball professionnel français. Il mesure 1,89 m et joue au poste de meneur.
Pour sa première compétition avec l'équipe de France, il remporte le championnat d'Europe 2013. L'année suivante, il remporte une médaille de bronze lors de la Coupe du monde.

## Biographie
Thomas Heurtel fait ses débuts professionnels avec le club de Pau-Lacq-Orthez. À la suite de la relégation du club en Pro B, il signe un contrat de quatre ans avec l'ASVEL Lyon-Villeurbanne en juillet 2009. Le club le prête alors au club de Strasbourg Illkirch-Graffenstaden Basket. Il est à nouveau prêté la saison suivante au club espagnol CB Lucentum Alicante, évoluant en Liga ACB.
Après une saison réussie avec son club de Vitoria, il fait partie en 2013 de la présélection pour le Championnat d'Europe 2013. Il fait finalement partie du groupe de joueurs retenu pour cette compétition. Toutefois, avec la présence de Tony Parker, son temps de jeu est limité, 55 minutes sur l'ensemble de la compétition pour des statistiques de 1 point, 0,3 rebond et 0,9 passe décisive. Il remporte ainsi un titre européen pour sa première compétition internationale.
Le 16 mai 2014, il fait partie de la liste des vingt-quatre joueurs pré-sélectionnés pour la participation à la Coupe du monde 2014 en Espagne. En l'absence de Tony Parker, qui a préféré faire une pause internationale, se réservant pour le Championnat d'Europe 2015 qualificatif pour les Jeux olympiques de Rio, il se voit confier, avec Antoine Diot, la direction du jeu de l'équipe de France. C'est Heurtel qui se voit désigner titulaire lors de la Coupe du monde. Il répond aux attentes de son sélectionneur en obtenant des statistiques de  8,9 points, 2,1 rebonds et 4,1 passes décisives par match, en 22 minutes après le quart de finale contre l'Espagne. Lors de cette rencontre, il marque un panier à trois points décisif permettant ainsi à la France de prendre une avance de +8 à 1 minute de la fin. Dominé par le meneur serbe Miloš Teodosić lors de la première mi-temps de la demi-finale, Heurtel inscrit toutefois 12 points, avec également 6 passes mais aussi 3 balles perdues, lors de cette rencontre où la France est proche de renverser le score en fin de rencontre avec les 35 points de Nicolas Batum. Lors de la finale pour la troisième place, face à la Lituanie, il fait preuve de sang-froid sur la fin de rencontre, où les Lituaniens imposent aux Français un concours de lancers-francs. La France s'impose finalement sur le score de 95 à 93.
À l'issue de la saison régulière de l'Euroligue, Heurtel est le deuxième meilleur passeur avec 6,7 passes décisives par rencontre, derrière Marcus Williams. Le 27 décembre 2014, il signe pour deux ans et demi dans le club turc d'Efes Istanbul,. En février Heurtel remporte la coupe de Turquie et est nommé meilleur joueur de la compétition. En avril 2015, lors d'un match des quarts de finale de l'Euroligue, Heurtel établit un nouveau record du nombre de passes en playoffs de l'Euroligue avec 15 (face au Real Madrid).
Présélectionné pour le Championnat d'Europe 2015, Heurtel effectue l'ensemble de la préparation de la sélection française qui doit mener à l'annonce d'une liste finale de douze joueurs retenus pour la compétition. Il est le 16 août le dernier joueur qui est éliminé de la sélection par l'encadrement technique. Les explications avancées pour justifier cette non-sélection sont « une préparation très en deçà du niveau attendu » et qu'à son poste de meneur lui sont préférés Tony Parker mais aussi Nando de Colo ou Antoine Diot. Au début du mois de septembre, Diot est contraint de déclarer forfait sur blessure. Heurtel est alors pressenti pour intégrer la sélection mais son club le retient en avançant des raisons médicales. Diot est alors remplacé par Léo Westermann.
Ne donnant pas suite à une prolongation de contrat avec Efes Istanbul, il s'engage le 22 juin 2017 avec le FC Barcelone pour deux ans et un contrat estimé à 2,5 millions d'euros. Le 18 février 2018, Heurtel est désigné MVP de la finale de Coupe du Roi remportée par Barcelone face au Real Madrid (102-100).
En juillet 2019, il renouvelle son contrat avec Barcelone jusqu'en 2021.
Les relations se dégradent avec le club et l'encadrement technique du Barça à partir de décembre 2020. Heurtel souhaite quitter le Barça et rejoindre le Real Madrid mais le Barça s'y oppose. Heurtel est mis à l'écart de l'équipe première et l'entraîneur Šarūnas Jasikevičius fait appel à Léo Westermann pour servir de remplaçant à Nick Calathes au poste de meneur,. Le 19 janvier 2021, un accord mutuel est trouvé entre le Barça et Heurtel pour rompre le contrat qui les unit.
En février 2021, Heurtel s'engage jusqu'à la fin de la saison avec l'ASVEL Lyon-Villeurbanne.
En juillet 2021, Heurtel s'engage pour une saison avec le Real Madrid. En avril 2022, les relations entre le Real Madrid et Heurtel se dégradent et ce dernier est mis à l'écart du groupe.
En septembre 2022, Heurtel remporte la médaille d'argent avec l'équipe de France lors du Championnat d'Europe. Peu après, il rejoint le club russe du Zénith Saint-Pétersbourg pour une saison avec une année supplémentaire en option. Cependant, la Fédération française avait fait signer une « charte » aux joueurs en août stipulant que les joueurs évoluant en Russie (ou Biélorussie) ne pourraient être sélectionnés en équipe de France. En novembre, Jean-Pierre Siutat, président de la Fédération, déclare que Heurtel ne participera plus aux rencontres de l'équipe de France (et donc en particulier, la Coupe du monde 2023),. Cependant, quelques jours plus tard, Boris Diaw, le manager de l'équipe nationale, considère que cette sanction n'est pas définitive.
En septembre 2024, Heurtel rejoint le championnat chinois où il s'engage pour les Shenzhen Leopards. Il joue deux mois avec l'équipe de Shenzhen pour des moyennes de 18,2 points, 8,5 passes décisives et 45 % de réussite au tir à trois points, avant que le contrat ne soit rompu.
En janvier 2025, après un retour manqué au Barça, Heurtel s'engage avec le Club Basquet Coruña, club espagnol de Liga ACB. Pour son troisième match, il effectue 18 passes décisives, battant son record personnel et à une passe du record en Liga détenu par Sergio Rodríguez.
Le 14 août 2025, Heurtel fait son retour en France en signant avec l'ASVEL Lyon-Villeurbanne, club évoluant en Euroligue où il a évolué en 2021.

## Clubs successifs
- 2007-2009 :  Élan béarnais Pau-Lacq-Orthez (Pro A)
- 2009-2010 :  Strasbourg IG (Pro A)
- 2010-2011 :  CB Lucentum Alicante (Liga ACB)
- 2011-2014 :  Saski Baskonia (Liga ACB)
- 2014-2017 :  Anadolu Efes Istanbul (TBL)
- 2017-2021 :  FC Barcelone (Liga ACB)
- février 2021-2021 :  ASVEL Lyon-Villeurbanne (Jeep Élite)
- 2021 - 2022 :  Real Madrid (Liga ACB)
- 2022 - 2024 :  Zénith Saint-Pétersbourg (VTB United League)
- 2024 :  Shenzhen Leopards (CBA)

## Palmarès

### Sélection nationale
- Médaille d’argent au Championnat d'Europe 2022 en Allemagne.
- Médaille d’argent aux Jeux olympiques en 2021 à Tokyo.
- Médaille de bronze à la Coupe du monde 2014 en Espagne.
- Médaillé d'or au Championnat d'Europe 2013 en Slovénie.

### En club
- Vainqueur de la Coupe de Turquie 2015.
- Vainqueur de la Coupe du Roi 2018, 2021
- Vainqueur de la Coupe de France 2020-2021 avec l'ASVEL
- Champion de France 2020-2021 avec l'ASVEL
- Champion d'Espagne en 2022

### Distinctions personnelles
- Élu meilleur espoir de l'année 2009[31].
- MVP de la Coupe de Turquie 2015.
- MVP de la Coupe du Roi 2018
- Chevalier de l'ordre national du Mérite (décret du 8 septembre 2021)[32]